# Los Girasoles (Málaga)
Los Girasoles es un barrio perteneciente al distrito Carretera de Cádiz de la ciudad andaluza de Málaga, España. Según la delimitación oficial del ayuntamiento, limita al norte con el barrio de La Luz; al este, con el barrio de La Paz y el polígono industrial Los Guindos, del que los separa la Avenida de Velázquez; al sur, con el barrio Virgen de Belén; y al oeste, con Guadaljaire.

## Transporte
En autobús queda conectado mediante las siguientes líneas de la EMT: 
| Línea | Trayecto                                        | Recorrido | Frecuencia                                     |
| ----- | ----------------------------------------------- | --------- | ---------------------------------------------- |
| 3     | Paseo del Parque - Puerta Blanca                | Recorrido | 8 minutos                                      |
| 10    | Alameda Principal - Churriana                   | Recorrido | 25-30 minutos                                  |
| 19    | Paseo del Parque - Aeropuerto                   | Recorrido | 30-35 minutos                                  |
| 22    | Avda. Molière - Universidad                     | Recorrido | 10 minutos (16-18 minutos en época no lectiva) |
| 27    | Avenida M. A. Heredia - Polígono I. Guadalhorce | Recorrido | 70-80 minutos                                  |
| 31    | Alameda Principal - Mainake                     | Recorrido | 18-25 minutos                                  |
| N1    | Puerta Blanca - El Palo                         | Recorrido | 25 minutos                                     |